# Villa Gerini
Villa Gerini (o Villa di Colonnata), come era chiamata fino a circa il 1860, si trova  nella località di Colonnata a Sesto Fiorentino (FI).

## Storia e descrizione
La villa, circondata da un ampio parco, risulta documentata come residenza extraurbana fin dal XIV secolo, quando ne era proprietaria la famiglia fiorentina dei Cappelli. Precedentemente il luogo aveva il probabile nome di Corte, toponimo di chiara origine longobarda, è quindi chiaro che sul posto si trovava un insediamento che poteva avere riferimento con il castello che era sul piano di Sesto agli albori dell'anno 1000, quando il conte Landolfo di Gottifredo donava in base alla legge longobarda che professava, alla sua moglie Aldina di Adoaldo la quarta parte di un gran numero di corti poste in Toscana, Mugello e sul piano di Sesto, tra le quali la corte di Fulignano.
La più recente denominazione Colonnata avrebbe invece il suo significato nei resti dell'acquedotto romano che dalla località La Chiusa, a Calenzano, raggiungeva il centro di Firenze. Il percorso dell'acquedotto era in parte sotterraneo, ma dopo il torrente Rimaggio usciva parzialmente in superficie, proseguendo sopra delle arcate, da cui il toponimo “colonnata”. Uno “speco” dell'acquedotto di età romana si trova nel muro sovrastante il Rimaggio davanti alla scuola Vittorino Da Feltre. Un altro tragitto dell'acquedotto, risalente al I-II sec. d.C. è stato rintracciato subito sopra il parcheggio del cimitero maggiore di Sesto Fiorentino, vicino a Villa Stanley.
È del 1339 la traccia scritta più antica di questa proprietà, quando Barone Cappelli acquista un pezzo di terra posto nel Popolo di San Romolo a Colonnata, in Camporella. È il primo nucleo dove sarà edificato il podere e poi la Villa di Colonnata, probabilmente, come confermato da un discendente dei Cappelli, sul posto si trovavano dei ruderi di una torre.

La famiglia Cappelli era originaria del Mugello, come testimonia anche il Verino
 Il loro antico nome era Truffoli e sono una diramazione della famiglia Baroni, ipotesi suffragata dalla presenza in questa famiglia di molti personaggi con il nome proprio Barone. Le case dei Cappelli erano nel "popolo" di Santa Maria Maggiore, nel chiasso degli Armati. Cittadini fiorentini nella prima metà del Trecento, avevano il diritto di partecipare ai pubblici uffici, cosa che fecero con diciotto priori e un gonfaloniere dal 1326 al 1515.
Barone Cappelli(+1348), proprietario della villa a Colonnata, fu il primo dei priori ed è sepolto nell'antica chiesa di Santa Maria Maggiore sull'angolo di via de'Cerretani.Suo figlio Filippo fu gonfaloniere e ambasciatore presso il re di Francia.
Un'ulteriore conferma sulla posizione dell'edificio ci viene anche dalla Pianta dei Capitani di Parte, Podesteria di Sesto, Popolo di San Romolo del XVI secolo.
La villa rimase a lungo di proprietà Cappelli, passando attraverso varie generazioni, fino a quando il capitano Niccolò Cappelli, figlio di Antonio e Costanza Simi, morì nel 1654.
Della famiglia Cappelli è rimasto uno stemma trecentesco oggi murato sul soffitto della grotta che unisce i due isolotti nel lago del parco, stemma recuperato durante i grandi lavori di ristrutturazione della villa ad opera di Carlo Gerini.
Gli eredi del Cappelli Leonardo Signorini e Salvatore Turrita si trovano a dover pagare molti debiti, per un totale di 2281 scudi e decidono di vendere la proprietà di Colonnata nel 1656.
L'acquirente è il cavalier Ferrante Capponi per la cifra di 3000 scudi. La somma, considerevole per l'epoca, fa pensare che la villa fosse di notevoli dimensioni già a quel tempo. Tale descrizione parla chiaramente di numerose opere idrauliche, interessante la citazione dell'acquedotto e dei canali, in parte ancora esistenti, ma interrotti lungo il loro percorso da interventi fatti con leggerezza sugli impianti fognari e dei servizi di altre utenze. Non a caso nelle successive descrizioni si parla sempre di "acqua perpetua" ad indicare diritti e servitù sui percorsi sotterranei dell'acquedotto che arriva dalla fonte di Roffoli, fino al deposito sito in via dei Chiavacci, accanto all'antico lavatoio con la colonnina.
Ecco la descrizione dei beni di Ferrante Capponi nella denuncia fatta nel 1657, subito dopo l'acquisto:
“Una parte di podere con mezza casa da Signore nel Popolo di San Romolo a Colonnata, un pezzo di bosco a San Donato a Lanciano località la Vignaccia, due pezzi di terra posti nel popolo di San Romolo a Colonnata, boscati località la Valle a Roffoli e Muraccio …. Una terza parte di 48 staiora di terra lavorativa nel Popolo di San Romolo a Colonnata …. La metà di una casa da oste, nel popolo di San Romolo a Colonnata”.
Il cavalier Ferrante Capponi ordinò grandi lavori di ristrutturazione del complesso della villa, come testimonia un documento trovato nell'ACR, nel quale sono riportati i lavori eseguiti nel 1661 alla “Fabbrica di Colonnata” e firmata dal capomastro Bartolomeo Buonamici, appartenente ad una famiglia di noti “costruttori” locali. Il Buonamici si impegnò a terminare i lavori entro il maggio 1661.
Questi lavori interessano la porzione esposta a nord, quella che termina con la torre sulla strada, delimitata da via delle Porcellane e dal giardino della villa nella zona ovest.
Nella cantina venne costruito un muro dello spessore di “un braccio” in modo da poterla dividere in due locali distinti, dove fu inoltre aperta una porta. Questo muro si doveva elevare fino al livello del tetto diminuendo di spessore proporzionalmente e viene individuato per la descrizione “sotto sala a tramontana”.
Nella prima sala venne ricostruita una volta a padiglione del tipo a schifo con lunette, capitelli e listre, venne aperta una porta comunicante con l'ingresso, con l'inserimento nella sala contigua di un “luogo comune”, ovvero un servizio igienico.
Questi ambienti sono facilmente riconoscibili perché appaiono oggi separate da un solaio e la parte superiore corrisponde all'attuale mezzanino, suddiviso in piccoli ambienti.
Nella sala chiamata “camerino” venne aperta una finestra su via delle Porcellane e una porta che collegava le varie sale descritte.
Venne inoltre abbattuta una volta e ricostruita più alta, mentre al primo piano venne intonacata e imbiancata la “camera grande” e spostata la finestra che si affacciava nel cortile.
Anche nel camerino di questo piano si doveva costruire un “luogo comune” demolendo e ricostruendo la volta in posizione più alta, come al livello inferiore.
La costruzione dei servizi igienici venne proposta dal capomastro Buonamici, che doveva realizzarne un altro nel sottoscala.
Da una stanza adibita a cucina e contigua al “camerino”, si richiese la costruzione di una scala che dalla cucina portasse sopra la volta e quindi fino alla torre dove si realizzò un lucernaio.
Poiché la scala doveva salire per un solo piano, si immagina che la torre non aveva l'altezza attuale, tanto più che l'ultimo piano è oggi occupato da un ambiente visibilmente in contrasto con la restante struttura.
Ferrante Capponi fece fare molti lavori di ampliamento e decorativi. Nel parco, che aveva un disegno a quadrati, vennero realizzate una serie di fontane che si possono ancora oggi ammirare, mentre sono di quel periodo gli affreschi della galleria realizzata dall'Alboresi con l'aiuto prima di Fulgenzio Mondini e poi del Milani
Giovan Francesco e Orlando Del Benino, con la morte del patrigno Ferrante Capponi, nel 1688, ereditarono tutti i suoi beni, compresa naturalmente la proprietà di Colonnata e Margherita venne nominata usufruttuaria e il conte Orlando e i suoi discendenti, eredi alla morte della madre. È probabilmente in questo periodo che vengono fatti altri lavori di ristrutturazione aggiungendo nuove sale.
Ferrante Capponi così descrive nel testamento la villa:
Nel corso del XVIII secolo la villa rimase di proprietà dei Del Benino che intanto avevano aggiunto al cognome quello dei Malavolti.
Il parco, all'epoca della famiglia Capponi era concepito come giardino all'italiana, la zona davanti alla villa era divisa a quadrati, probabilmente con le due piccole fontane che ancora oggi si vedono vicine alla facciata della villa e la grande vasca seicentesca in fondo al prato.
In questo periodo la villa ebbe un sussulto di mondanità, la stessa Corilla Olimpica (Maria Maddalene Morelli), ospite dei Del Benino descrive il giardino con piante di aloe e altre piante esotiche. Il conte Orlando, discendente dell'omonimo Orlando Del Benino, sposò il 28 aprile 1788 Ortensia del marchese Carlo Franco Gerini, dalla quale nacque Ferdinando Malevolti Del Benino, ultimo della famiglia.

Si tramanda che al marchese Ferdinando del Benino vennero consegnate le monete d'oro ritrovate nel parco della villa dal giardiniere Francesco Zoppi, fatto che ispirò il Collodi, Carlo Lorenzini autore del libro Pinocchio ad ambientarvi uno degli episodi più famosi, quello del Campo dei Miracoli di Pinocchio. Il di lui padre, il marchese Orlando è ricordato per un altro episodio che si ricava dalle Cronache Fiorentine di Giuseppe Conti: 
Ferdinando morì nel 1860, dopo una vita spesa in attività di filantropia artistica, fu lui ad esempio a stimolare ed aiutare il giovane scultore senese Giovanni Duprè, il quale ricordò nelle sue memorie di come
Ferdinando non avendo figli lasciò erede universale il cugino marchese Carlo Gerini.
Ecco la descrizione della villa dopo la morte di Ferdinando Del Benino:
Piano terreno – dalla porta situata nel giardino sud e precisamente da quello di fronte alla porzione del medesimo, tenuto alla foggia inglese, si perviene ad un andito d’ingresso che mette alla scala che porta a sette cantine a volta reale e ad un vasto ricetto che per un lato mette alla scala per cui s’ascende superiormente e a destra a un seguito di stanze corrispondente sul giardino, quali consistono in una sala da biliardo, in tre salotti ed un vasto salone sul termine del quale evvi una grotta con vasca e con diversi spilli d’acqua oggi non servibili per essere stati in parte guastati i condotti.
Dall’altra parte del suddetto ingresso trovasi oltre sei stanze, due cortili ed una cappella avente ancora l’accesso dalla via che conduce a Doccia (via delle Porcellane o via dell’Amore).
“Il piano superiore consiste in 12 stanze con due scale segrete che una conduce a due stanze superiori, stanze da servitii, l’altra a numero quattro stanze compresa la colombaia.”
Ecco una breve cronologia degli anni successivi al passaggio di proprietà ai Gerini:
1867 - Nella cantina viene ancora tenuto il vino, vengono infatti fatte delle spese per la cerchiatura di botti e tini.
1867- Il giardiniere Francesco Zoppi viene incaricato di acquistare 250 piante di lauro. Forse è l'anno in cui vengono trovate le famose monete che ispirarono Carlo Lorenzini per il Campo dei Miracoli, la villa era ancora chiamata con il nome dei del Benino.
1868 - Costruzione del muro di cinta sul confine del podere della villa con la proprietà dell’Abate Malenchini.
1868 - Viene decisa la realizzazione di un pomario.
1869 - Con il nuovo regolamento del Catasto, vengono fatte delle modifiche alla stima dei terreni e in questa circostanza viene citato il “terreno a contatto della villa ove è la vasca”.
1871 Lo stato di deperimento della villa era tale che il M.se Carlo Gerini richiese all’Agenzia delle Entrate la diminuzione dell’imposta sui fabbricati. Nella richiesta si specifica che la distribuzione dei locali “è fatta in guisa da non prestarsi che all’abitazione di una sola e poco numerosa famiglia»
Questo fa supporre che molti ambienti fossero inabitabili, infatti viene anche detto che “ non offre sufficiente riparo alle intemperie”.
Nello stesso periodo sembra che l'acqua abbia invaso le cantine e l'umidità del piano terreno ha addirittura impedito l'affitto di alcune stanze al M.se Ginori per ospitare alcuni suoi artisti, come ha verificato il suo segretario Sig. Lorenzini (fratello di Carlo Lorenzini detto il Collodi).
1885 - vengono fatti alcuni lavori nel parco, mettendo a dimora numerose piante da bosco.
1891 “La villa dall'ultimo accertamento non ha subito miglioramenti di sorta, posta in pianura e soggetta del Poggio detto del Ginori, perciò priva del benefizio di poter godersi di uno bell'orizzonte, resta difficile all'affitto”.
Sembra che esternamente ci sia la lavanderia, scuderie e stanza per la conservazione delle piante.
Carlo Gerini ampliò il parco e la ricostruì in parte, poiché risulta che fosse in pessime condizioni. L'attuale aspetto si deve probabilmente a un intervento dell'architetto Giuseppe Poggi. L'edificio è stato oggetto di continue e rielaborazioni lungo l'arco dei secoli; l'aspetto severo e le monumentali dimensioni odierne derivano in gran parte dagli interventi condotti dalla famiglia Gerini.
La famiglia Gerini attraversava in quel momento un periodo di grande prosperità, grazie al matrimonio, nel 1832, di Carlo Gerini con Isabella Magnani erede di un grande patrimonio che permise il restauro e l'acquisto di molte proprietà. La famiglia Magnani si dedicava fin dal 1400 alla produzione di carte pregiate e nel 1700 iniziarono ad esportare le carte filigranate nel Sud America, vicino Oriente e in Europa, sostituendosi lentamente alla produzione spagnola e inglese. Lo stesso Napoleone si servirà delle carte prodotte nelle famose cartiere di Pescia.
Tra il 1850 e il 1860 era stato grandiosamente ristrutturato il palazzo di famiglia in via Ricasoli, ad opera di Giuseppe Poggi e negli anni successivi venne ampliata e rimodernata anche la Villa di Colonnata, ridefinendo il parco in stile paesistico romantico per adibirla a luogo di svago e residenza estiva.
Le uniche notizie dei lavori fatti da Carlo Gerini si rintracciano a partire dal 1877 con il restauro dell'acquedotto su via delle Porcellane e nel 1886 con il restauro e il rialzamento di “quel tratto di muro al confine tra detta villa e lo stradone Ginori, dal punto dove è lasciato uno strappo nel muro per costruire l'ingresso principale della villa, fino alla casa del colono”.
Sappiamo che nel 1894, in seguito alla morte del padre Carlo Gerini, Maddalena, moglie del marchese Luigi Zappi di Imola, divenne proprietaria della “Villa di Colonnata di Sesto Fiorentino con giardino e altri annessi più alcuni annessi di terreno ortivo e altri appezzamenti boschivi, con casa colonica, stalla ecc..  suppellettili, quadri, oggetti d'arte, biancheria e argenteria, e quanto altro esistente nella suddetta villa …”
La villa passò per eredità a Piero Gerini che nel 1938 la lasciava a sua volta al figlio Giovanni Andrea, mentre la moglie Maria Teresa Pacelli ne rimaneva usufruttuaria.
Carlo Gerini lasciò la villa alla figlia Maddalena andata sposa al marchese Zappi di Imola, per poi tornare al marchese Piero Gerini, che morendo l'anno 1939 lasciava questa bella villa alla consorte marchesa Maria Teresa Pacelli.
Il parco già di gusto romantico all'inizio del XIX secolo, a seguito di una trasformazione di orti e poderi circostanti, è composto da un boschetto di lecci tagliato da vialetti, da un parterre a prato con ornamenti e vasche in pietra e da un lago artificiale nel mezzo del quale affiorano due isolotti che ospitano un padiglione destinato a sala da tè.
Il parco era arricchito da una serie di piante rare che il tempo ha inevitabilmente fatto sparire. Resistono in ottime condizioni un secolare Tasso, un Cedro del Nepal, e altre interessanti piante.
È dei primi dell'Ottocento la nascita del giardino di gusto neoclassico o romantico che accompagnerà per tutto il secolo l'architettura del paesaggio.
L'intento era quello di conferire al giardino una struttura ordinata, con rovine, obelischi, padiglioni, tempietti e, legati alla tradizione italiana, scale, piazzali e vasche.
L'acqua è la vera protagonista di questi giardini, dove viene interpretata con stagni, laghetti e fontane. Intorno a questi sistemi di architettura di esterno si aprono viali e sentieri che grazie alla loro tortuosità fanno sembrare il giardino molto più esteso, con vedute e panorami sempre diversi alla vista.
I percorsi coperti di ghiaia sono fiancheggiati dalla parti boscose con alte siepi di alloro, bosso e viburno. Anche la scelta degli alberi non è casuale e si usano specie sconosciute in Toscana e importati dal Nord Europa, come i platani, faggi, tigli e olmi, affiancati alle specie autoctone dei lecci, allori, ecc.
Ogni giardino all'inglese aveva il suo Taxodium disticum e la sequoia, come nel caso del parco della Villa Gerini a Colonnata. In tutti i giardini paesistici è presente una serra dove collezionare specie esotiche e questo è il caso della limonaia che si trova nel parco.
Anche gli edifici che si trovano in questa tipologia di parco hanno dei chiari riferimenti ad una serie di stili ben precisi: il classico, gotico, esotico, egiziano e il riferimento a costruzioni del nord Europa. Anche queste tracce vengono ritrovate nel parco della Villa Gerini.
Nella Firenze d'inizio ottocento i progettisti di giardini sono Giuseppe Manetti (1762-1817) e Luigi de Cambray Digny (1778-1843); si tratta di architetti filosofi, con grande cultura e conoscenze storiche. Si dedicano alla ricerca e al progetto per altre trenta anni inseguendo l'architettura “simbolica”.
Esiste un disegno del Manetti, per la realizzazione di un giardino romantico alla Villa del Poggio Imperiale, dove il lago ricorda moltissimo quello realizzato anni dopo alla Villa di Colonnata. Sull'isolotto si distingue chiaramente una struttura quadrata o esagonale come quella del parco di Sesto Fiorentino.
Uno dei giardini che più rispecchiano il gusto e lo stile del parco di Villa Gerini di Colonnata è quello della villa Puccini a Pistoia, dove il Cambray Digny realizzò anche un lago insieme all'Architetto Alessandro Grerardesca, o il giardino Torrigiani, la cui pianta si articola su numerosi viali e quinte scenografiche, nella migliore tradizione del giardino romantico.
L'isola del parco di Villa Puccini è sormontata da un tempio, sotto al quale, come a Villa Gerini, si trova una galleria. Nel caso di Villa Gerini questo passaggio o grotta era sormontato da un piccolo padiglione in stile nordico, oggi fatiscente. Anche le scuderie sul lato del viale XX Settembre sono di gusto nord europeo.
Anche la Villa di Sommaia o Mortera, detta Villa dell'Ebreo, oggi Martini Bernardi, ospita nel suo parco, progettato dal Cambray Digny intorno al 1820, un bosco di lecci con un laghetto artificiale di modeste dimensioni, ma al centro del quale si trova un “padiglione svizzero”. Sul retro della Villa di Sommaia si trova una “fontana egizia” o dei “leoni”, il cui disegno originale è conservato alla Biblioteca Marucelliana. Questo manufatto di gusto classicheggiante ha una notevole somiglianza con la fontana dei leoni di Villa Gerini.
Le affinità tra le due fontane sono molte: l'arco, la parete rocciosa, i leoni. Un'altra fontana è quella di gusto seicentesco, chiamata con il nome di Fontana della Conchiglia, posta in un angolo del boschetto, lato via delle Porcellane. Accanto a questa si erge una struttura forse usata come teatrino estivo, con alte colonne sormontate da busti di Giano Bifronte.
Al Cambray Digny succederà il giovanissimo Gaetano Baccani (1792-1867) e oltre che finire i lavori del giardino Torrigiani, si occuperà di numerosi progetti, ma non risulta il suo interesse per i giardini.
Comunque nonostante le affinità tra i progetti del Cambray Digny e il giardino di Villa Gerini, la discordanza cronologica è invalicabile, poiché il parco della villa a Colonnata è stato sicuramente progettato dopo il 1860.
L'unico riferimento all'intervento di Giuseppe Poggi alla Villa Gerini di Colonnata è in un bozzetto conservato nel Fondo Poggi e che l'architetto Maria Chiara Pozzana, studiosa del paesaggio e autrice di saggi e libri su giardini, parchi e paesaggi della Toscana, attribuisce a questa villa di Sesto F.no. In affetti guardando il disegno si notano notevoli tratti essenziali che ricordano l'attuale disposizione del parco, un primis la posizione attuale dell'immobile, con alle spalle via delle Porcellane, dopo le varianti architettoniche subite dalla villa nella seconda metà dell'Ottocento e il parterre che si dispone a semicerchio davanti alla villa, oggi occupato dal grande prato con le palme nane.
L'idea poggiana era quella di realizzare una serie di gradoni a semicerchi, divisi in quattro settori che si affacciassero sui vialetti e le grandi aiuole divise tra loro da quinte di alloro e bosso. Manca completamente l'idea del lago, ma si nota il percorso che dalla villa permetteva di raggiungere le scuderie e un viale che porta verso la limonaia.
Sotto certi aspetti sembra che il Poggi cerchi, con l'introduzione dei quattro settori geometrici davanti alla villa, un qualcosa dell'impianto esterno della Villa delle Maschere, anche questa proprietà Gerini, ma il quale giardino venne realizzato nel settecento e secondo i canoni estetici del giardino all'italiana.
L'edificio di Sesto ha infatti altri caratteri che ricordano la grande villa del Mugello, ad esempio il frontone laterale che si affaccia sulla terrazza, nel quale si vede chiaramente l'impronta della facciata delle Maschere. C'è da chiedersi come mai, durante la generale ristrutturazione monumentale della villa di Colonnata fatta dopo il 1860 non si sia pensato di realizzare il frontone simile a Villa Le Maschere sulla facciata principale. La risposta è semplice: la sua stonatura con l'idea stessa di giardino romantico, mentre le semplici riquadrature della facciata principale e i grandi finestroni realizzati sulla torre e tanto simili a quelli della vicina Villa Ginori di Doccia e, in qualche modo, anche le finestre di Villa Favard, già ex sede della Facoltà di Economia e Commercio. Gli aspetti neoclassici della Villa Gerini sono da ricercare nella scalinata d'ingresso, nell'atrio, con le due colonne sormontate dell'arme Gerini e nella scala che porta al piano superiore, con la ringhiera di ghisa di Follonica.
L'intervento del Poggi sulla villa sestese è avvalorato dal fatto che tra il 1850 e il 1860 lavora alla complessa ristrutturazione del Palazzo Gerini di via Ricasoli, su commissione di Carlo Gerini e nonostante nella tesi fatta nel 1993 non si ravvisino evidenti somiglianze con le opere che potrebbero essere state fatte a Colonnata, sia le colonne del salone da ballo del palazzo di città che quelle dell'atrio della villa a Sesto, hanno notevoli somiglianze. Anche l'atrio di Villa Gerini a Colonnata ha alcuni aspetti che ricordano l'ingresso delle carrozze del palazzo di via Ricasoli.
Carlo Gerini ereditò da Ferdinando Del Benino la proprietà di Colonnata nel 1860 e subito iniziò il radicale intervento, anche se, nelle carte dell'IGM, ancora nel 1869 e nel 1876 la pianta della villa è ancora quella con la forma a “L” del periodo precedente e del parco non si ravvisa traccia, anzi nel 1896 la figura della villa appare come un quadrato con un solo cortile centrale. Solo nel 1904 le carte dell'IGM riportano la villa nella sua disposizione attuale, un lungo rettangolo davanti al quale si distingue il parco con i viali, il lago e la recente costruzione, in gusto nord europeo, delle scuderie.
L'andamento dei vialetti del parco, permettevano di raggiungere l'ingresso monumentale della villa e proseguire verso le scuderie.
Tra le specie botaniche sopravvivono un albero di tasso (Taxus baccata), un cedro del Nepal (Cedrus deodara), un cipresso orientale (Cupressus cashmeriana) e due ciuffi di palme nane (Chamaerops humilis L.).

## Il Lago
Le prime carte che rappresentano chiaramente il lago sono del 1904, anche se già in quella del 1896 si capisce dall'andamento del torrente Bulimacco che parte del parco è già stata trasformata e anche il lago esiste già. A questa conclusione si arriva leggendo il libro di Arturo Villoresi, Colonnata, nel quale trascrive, nel 1943, le annotazioni di cronaca lasciate dal sestese Carlo Odoardo Tosi a partire dal 1880 e che così si esprimeva della Villa di Colonnata 
Gli interventi sul parco devono essere stati comunque fatti solo dopo il 1885, anno in cui si trova la prima traccia di piantumazione organizzata nella proprietà.
Il progetto dell'isola è attribuibile all'architetto Poggi che riprese probabilmente i temi già sviluppati nel parco della villa Puccini a Pistoia, dove il Cambray Digny e Alessandro Gherardesca realizzarono anche un lago, agli albori della tradizione del giardino romantico.
A Villa Puccini l'isolotto è sormontato da un tempio, sotto al quale, come a Villa Gerini, si trova una galleria o grotta; a Villa Gerini questo passaggio è sormontato da un piccolo padiglione esagonale, un tempo in stile nord europeo ma oggi fatiscente. Murato sotto l'arco si trova lo stemma della famiglia Cappelli, probabilmente murato sulla facciata della Villa di Colonnata fino agli interventi di Carlo Gerini dopo il 1860.
La superficie totale è di 2850m² ed è comprensiva di un isolotto di 407 m².

## Gli interni
L'aspetto monumentale esterno si ritrova anche in diversi ambienti della villa, ad esempio la grande scalinata sull'ingresso laterale, nella quale si trovano due grandi basamenti in pietra serena con coperchio in legno e che servivano per accogliere piante e fiori, l'atrio, di circa 90 m², con la cromia bianca e azzurra, sullo sfondo del quale campeggia l'arma Gerini sormontata dalla corona marchionale e le due figure del leone e del cervo.
Sulle pareti sei mensole in gesso ospitavano una volta busti in marmo mentre le grandi porte finestre si affacciano rispettivamente su un cortile interno e su un altro cortile dove si trova un ninfeo realizzato con rocce calcaree di travertino che coronano una parete con tracce di affresco simili a quelli della grotta all'interno alla villa e una vasca.
Sull'apice delle porte finestre, come su quella d'ingresso si vedono i vetri circolari nei quali sono incise le iniziali di Carlo Gerini e la corona marchionale. I pavimenti, come il resto della villa, sono realizzati a palladiana con corniciature in serpentino verde di prato.

## Sala del Biliardo
In fondo all'atrio si trova quella che era in passato chiamata la Sala del Biliardo, citata in questo uso già ai tempi dei Del Benino, con una colorazione di un leggero verde limone e stucchi bianchi che fanno da cornice al soffitto a volta, mentre tutto intorno al soffitto si ripropone il motivo della vite attribuibili alla bottega Ramelli o Filippi di Firenze, anche se il tema della vite viene usato nelle realizzazioni di Giovanni Casaglia (Firenze 1819-La Spezia 1902) allievo dello scultore Costoli e frequentatore del corso di Ornato all'Accademia di Belle Arti.

## Salone da Ballo
Sul lato sinistro dell'atrio si trova il Salone da Ballo, una volta con le pareti foderate di velluti e damaschi, come era stato fatto al Palazzo Gerini di via Ricasoli a Firenze durante la ristrutturazione della metà ottocento.
Sul soffitto si notano tre dipinti su tela raffiguranti putti che si dedicano a varie arti, la pittura, la musica, lo studio (è raffigurato un globo); in quest'ultima si vedono all'interno di una squadra le iniziali A.G. Le tre raffigurazioni, che in un primo momento sembrano affreschi, presentano la tela tagliata al centro del dipinto per permettere l'attacco dei lampadari.
Su uno di essi si leggono distintamente le iniziali A.G. facilmente attribuibili ad Annibale Gatti (Forlì 1827-Firenze 1909), famoso artista allievo di Giuseppe Bezzuoli all'Accademia di Belle Arti intorno al 1847.
Il Gatti era una figura di spicco nell'ambito delle istituzioni artistiche, come ad esempio alla Scuola d'Intaglio di Santa Croce.
La sua attività lo portò ad avere numerosi contatti con architetti e committenti italiani e stranieri, come Giuseppe Poggi, le famiglie Gerini, Antinori, Toscanelli, Favard, Stibbert e John Temple Leader. Era un apprezzato pittore di scene storiche, mitologiche e religiose.
Per attribuire in modo ancora più chiaro questi tre quadri e necessario poter osservare la sua opera l'Allegoria dei quattro elementi, realizzata tra il 1882 e 1883 per la sala da ballo di Villa Stibbert. Altra traccia è il Ritratto di Federico Stibbert, un bozzetto del 1882 dove il famoso personaggio inglese è circondato da putti che sorreggono il suo ritratto e lo stemma di famiglia. (Collezione Celli Buttafuoco).
Facilmente si attribuiscono invece gli affreschi monocromi a finto bassorilievo, realizzati dall'allievo di Vincenzo Meucci, Tommaso Gherardini, che ha affrescato anche il soffitto del salotto della torre. Questi affreschi completano il soffitto, con temi allegorici nella parte centrale e fregi di stile nelle altre due parti. Nelle quattro finte colonne si ripropone il tema del leone, già raffigurato accostato all'arma Gerini nell'atrio, tema che ritroveremo negli stucchi di un salottino in un'altra parte della villa. In questo caso regge un pendente di frutti a significare l'abbondanza.

## La Grotta
L'ambiente più interessante del salone è però sicuramente la grotta artificiale realizzata probabilmente dopo il 1688, anno in cui la villa viene ereditata dai Del Benino e che si trova sullo sfondo orientale del grande salone. La posizione conferisce a questo luogo un aspetto raccolto e mostra la profonda diversità rispetto alle altre grotte simili presenti in altri palazzi o giardini fiorentini. Un caso è quella di Palazzo Giugni dove il ninfeo si trova ad un crocevia di percorsi, mentre altre similari strutture architettoniche risaltano per la loro posizione predominante.
Lo studio degli aspetti stilistici fa pensare che l'autore sia lo stuccatore e scultore Carlo Marcellini, lo stesso che tra il 1696 e 1698 realizza per l'architetto Antonio Ferri la grotta all'interno del Palazzo Corsini sull'omonimo lungarno. L'uso delle rocce, delle conchiglie, soprattutto la disposizione delle ostriche perlifere e la presenza della statua di Galatea nel ninfeo del palazzo Corsini, figura che ricorda l'affresco sul soffitto della Galleria Capponi della Villa Gerini, mentre le figure dei putti che escono dalle rocce calcaree sono stilisticamente uguali. Tutto l'insieme delle due grotte, pur essendo quella Corsini più ricca e maestosa, si confrontano sullo stesso piano, l'autore è chiaramente il Marcellini. Gli stessi affreschi, non le aggiunte tardo ottocentesche a finto berceau, ma le tracce più antiche che si notano sulla parete di destra, nella parte centrale, ricordano i semplici tralci di foglie presenti alla grotta Corsini, opera di Alessandro Gherardini, anche se si esclude un suo intervento nella villa a Sesto Fiorentino. Da non confondere tale Alessandro Gherardini con Tommaso, che operò nella villa nella seconda metà del Settecento.
Grave errore viene fatto nel testo Le Grotte - Luoghi di delizie tra natura e artificio a Firenze, edito da Alinea nel 2002, nel quale la grotta di Villa Gerini viene semplicisticamente "grotta domestica" di gusto "neomanierista" realizzata nell'Ottocento, quando ne esisteva già una descrizione fatta al momento del passaggio di proprietà tra i Del Benino e i Gerini nel 1860.  La stessa Cristina Acidini, nel suo testo "La fonte delle fonti, iconologia degli artifizi d'acqua", ne parla come "esempio inedito e discretamente conservato, la straordinaria grotta interna alla villa Gerini a Sesto Fiorentino (già Malavolti Del Benino)."
Molte grotte artificiali di Firenze sono state costruite secondo le indicazioni lasciate dal Vasari nel capitolo dedicato alle architetture ed arredi rustici. L'idea principe era quella di riuscire a ricostruire la natura o quanto meno imitarla artificialmente mescolando elementi architettonici a rocce naturali. Le concrezioni utilizzate o spugne calcaree erano tratta dalle cave situate nella Val di Marina a Calenzano e sono della stessa tipologia di quelle usate per la grotta del Buontalenti nel giardino di Boboli. (ved. Relazioni d'alcuni viaggi fatti in diverse parti della Toscana per .., Volume 4 - Di Giovanni Targioni-Tozzetti)
Questo tipo di ambiente è molto importante presso una famiglia illustre, poiché rappresenta il culto della dinastia, la sua fortuna nella memoria degli avi. La sua realizzazione è da centrare nel periodo di Ferrante Capponi, con numerosi interventi ottocenteschi, come l'aggiunta dello stemma dei Gerini, delle due figure che lo sorreggono e sicuramente delle figure antropomorfe, tritoni, posti all'ingresso della grotta.
Questa grotta o artifizio d'acqua è a pianta rettangolare, sormontata da una volta a botte con lunette, la cui parte centrale è occupata da un affresco ovale incorniciato da stalattiti di travertino aggrappate alla struttura di sostegno con perni metallici e fili di rame o altro metallo.
La restante parte della grotta è incrostata a mosaico rustico formato da tessere di marmo bianco, scorie di fusione nere e crostoni di travertino, decorata con corone di valve rilucenti di Melegrina margaritifera (ostrica perlifera) e dei piatti in porcellana posti al centro di ogni pennacchio e agganciati con staffe di metallo alla muratura. Questi piatti sono decorati con motivi floreali di tipo cinese, nei quali si riconosce la peonia.
La vicinanza della Manifattura Ginori farebbe pensare ad una provenienza locale di tali piatti in porcellana, ma da una ricerca nell'archivio del museo Richard –Ginori di Doccia, questi piatti non rientrano nella produzione di quelli conservati e catalogati dal 1737 al 1942. Si deve però osservare che la Manifattura ha prodotto modelli ispirati all'estremo oriente negli anni del cosiddetto “primo periodo”, compresi tra il 1737 e il 1757, ma nulla toglie che possano essere stati fatti su ordinazione e con disegni diversi da quelli realizzati nella produzione commerciale.
L'uso della melegrina margaritifera è comune ad altre grotte, come quella a Palazzo Pitti del Buontalenti, Palazzo Corsini e Giugni. Tra l'altro l'affinità stilistica e cromatica con quella di Palazzo Corsini è praticamente identica.
L'esaltazione della famiglia Gerini è rappresentata dallo stemma sorretto da due putti, collocato sul timpano convesso che si trova sopra la finestra ad arco, il tutto sormontato dal cimiero, raffigurato dalla faccia di un leone, come per lo stemma dell'atrio. La realizzazione dello stemma è di fine ottocento, come per i due putti che lo sorreggono. Sui lati del timpano si vedono due urne incrostate da conchiglie che simbolicamente raffigurano la dimora degli antenati.
Sotto la finestra si trova una vasca rivestita da travertino, un tempo con un impianto idrico che permetteva all'acqua di scendere attraverso alcune cascatelle al suo interno. Alcune caratteristiche architettoniche richiamano al tema della falsa rovina, con i quei simbolismi che esordirono a partire dal cinquecento. Tutte le pareti sono ricoperte da pezzi di roccia in travertino e scorie di fusione, calcari e minerali cristallizzati con abbinamenti cromatici che richiamano moltissimo alla grotta di Palazzo Corsini di Firenze, quello sull'omonimo lungarno.
L'ingresso della grotta è caratterizzato da due tritoni in stucco che sorreggono un vaso, il quale ha il valore simbolico dell'abbondanza dei beni materiali elargiti dalla natura e offre un punto di contatto tra il giardino esterno e gli ambienti interni alla villa.
Una simile impostazione si vede nel ninfeo Adamo ed Eva all'ingresso di Boboli detto di Annalena, su via Romana. Nel ninfeo realizzato da Michelangelo Naccherini si vedono dei mascheroni del tutto simili a quelli poi realizzati nella Villa Gerini.
Un putto si trova nel pannello centrale del lato destro, il quale invece di essere dipinto è decorato con un mosaico rustico geometrico. Sotto questo putto si trovava un bassorilievo in marmo di 52 cm x 56 cm, raffigurante Sileno, Bacco e satiri, disperso nel periodo che la villa ha ospitato la scuola pubblica. Oggi una copia in gesso ricavata da una fotografia è stata ricollocata a coprire la mancanza.
Non si può escludere un intervento di Giuseppe Poggi anche su questo elemento decorativo; l'architetto fiorentino realizzò al Piazzale Michelangelo le cosiddette Rampe, con le grotte piene di rocce e concrezioni, nelle quali le paraste sono simili a quelle nella Villa di Colonnata. La sensibilità paesaggistica del Poggi si formò ben prima dei lavori per Firenze capitale, con gli interventi nei giardini delle grandi famiglie fiorentine, come al Ventaglio, Stibbert, Strozzi e Favard e probabilmente anche a Villa di Colonnata sotto la committenza della famiglia Gerini.
Sicuramente ottocenteschi sono affreschi a finto berceau che ricordano altri, come quello del Palazzo Larderel di Livorno, ma attribuibili a Guido Dolci di Prato (+1969) un noto decoratore attivo a Prato nella prima metà del 900, ma originario di Borgo San Lorenzo, dove giunse nel 1895, appena quindicenne, e sin dai primissimi anni del Novecento si guadagnò una certa fama come decoratore d'interni, lavorando in numerose ville e palazzi cittadini. Autodidatta della pittura, muove i primi passi sulla scena artistica nei primi anni Venti, ispirandosi alla lezione dei Post-impressionisti e dei Macchiaioli, che sempre rimarranno i suoi riferimenti. Questi sono stati probabilmente applicati su quelli detti illusionistici che si vedono in tutte le aperture realizzate tra le rocce applicate alle pareti. In un angolo della grotta si nota una base di colore rossastro, da interpretare come la preparazione usata prima di stendere un affresco o la traccia di precedenti dipinti. Forse l'unico affresco originale della grotta è quello posto sopra il putto centrale di destra.

## La Galleria e i salotti
All'interno della villa si trovano affreschi del XVII e XVIII secolo, tra i quali il soffitto del salottino affrescato nel settecento da Giovan Francesco Bazzuoli, simile a quello che si trova nel "salone delle ville" a Castelpulci e la "galleria" dove iniziò a lavorare il bolognese Fulgenzio Mondini, ammalatosi improvvisamente di febbre mentre era alla villa nel 1664, e morto nel palazzo di città dei Capponi tre giorni dopo l'inizio della malattia. Tra le figure si nota un Trionfo di Galatea, molto simile a quello di Raffaello Sanzio realizzato nel 1512 per la Villa Farnesina in Roma.
L'altro affresco del soffitto rappresenta uno dei temi classici: Marte, Venere e le Tre Grazie.
In questa galleria erano conservati fino ai primi dell'Ottocento dei cartoni di Francesco Salviati. Le parti architettoniche sono di Giacomo Alboresi che lavorava in coppia con il Mondini. Con la morte di quest'ultimo si dovette rivolgere a Giulio Cesare Milani, allievo di Flaminio Torri. Fu dopo questo lavoro che l'Albaresi iniziò la collaborazione con Angelo Colonna, che però non lavorò mai a Colonnata. Quello che viene definito il salotto della torre è dipinto con affreschi monocromi a finto bassorilievo con cammei, realizzati da Tommaso Gherardini, allievo di Vincenzo Meucci. Il Gherardini diventerà famoso per questo tipo di pittura e lavorò per molte importanti famiglie fiorentine, principalmente per i Martelli, e nei palazzi fiorentini dei Del Nero, dei Gerini, degli Aldobrandini e degli Alessandri.
La villa è ricordata per aver ospitato il cardinale Eugenio Maria Pacelli, cugino di Maria Teresa Pacelli Gerini, prima della sua elezione al pontificato con il nome di Pio XII. In occasione del matrimonio Gerini-Dufour Bertè, che avvenne nella primavera dell'anno 1938, fu infatti ospite di questa villa e benedisse quelle nozze.
Durante la guerra, nel 1943, nell'edificio di servizio dove si trovavano le ex scuderie vennero ospitati, grazie alla nobildonna marchesa Maria Teresa Pacelli Gerini (cugina di papa Pio XII) alcuni piccoli di famiglie indigenti in quei tempi calamitosi. La cura del Collegino di San Pietro di Sesto Fiorentino era stata affidata alla Congregazione di Don Orione ed il sostentamento dei giovani ospiti era assicurato, oltre che dalla marchesa Pacelli Gerini, da altri benefattori locali. La mattina dell'8 febbraio 1944, poco prima delle undici, suonò l'allarme aereo e mentre il gruppetto di bambini si trovava lungo il muro di cinta della vecchia sede della Richard-Ginori, in quella che oggi è via delle Porcellane, una squadriglia di aerei alleati sganciò alcune bombe, le cui esplosioni centrarono in pieno i bambini ed il chierico in fuga. La deflagrazione fu talmente violenta da essere vista ed udita persino da Campi Bisenzio. Le vittime furono 24.
Negli anni sessanta nel parco sono state organizzate mostre di ceramica.
Nel 1951 ha brevemente ospitato la Congregazione Sorelle Apostole Della Consolata.
Purtroppo nel 1973 la villa è stata requisita per pubblico utilizzo dalla Regione Toscana, che ne ha dato la disponibilità al Comune di Sesto Fiorentino che l'ha utilizzata come scuola pubblica, portandola inevitabilmente al degrado alla perdita di identità. Cessato l'uso scolastico, oggi la villa ospita un rinomato ristorante.
Esiste un'altra Villa Gerini presso Barberino di Mugello, chiamata anche Villa Le Maschere.